# تان میائو
تان میائو (انگلیسی: Tan Miao؛ زادهٔ ۶ ژانویهٔ ۱۹۸۷) شناگر اهل چین است.